# Kazumasa Shimizu
Kazumasa Shimizu (清水 和昌 Shimizu Kazumasa?), född 30 juni 1976 i Ehime prefektur, är en japansk före detta fotbollsspelare.
Shimizu började sin karriär 1999 i Oita Trinita. Han avslutade karriären 1999.